# Acanthormius takadai
Acanthormius takadai är en stekelart som beskrevs av Watanabe 1968. Acanthormius takadai ingår i släktet Acanthormius och familjen bracksteklar. Inga underarter finns listade i Catalogue of Life.